# 아웃소스드 (시트콤)
《아웃소스드》(영어: Outsourced)는 2010년부터 2011년까지 NBC에서 방영된 미국의 시트콤 텔레비전 시리즈로, 존 제프코트가 감독한 2006년 동명 영화가 원작이다.

## 출연진
- 벤 래퍼포트
- 리즈완 만지
- 사샤 더원
- 파베시 치나
- 디드릭 베이더
- 피파 블랙